# Hemerobius striatus
Hemerobius striatus is een insect uit de familie van de bruine gaasvliegen (Hemerobiidae), die tot de orde netvleugeligen (Neuroptera) behoort. 
Hemerobius striatus is voor het eerst wetenschappelijk beschreven door Nakahara in 1915.